# أوسان (جماعة)
أوسّان هي إحدى الجماعات المسلمة ذات الأصل اليمني وتوجد بشكل معزول في ولاية كيرالا، الهند. هاجر الأوسانيون إلى ولاية كيرالا خلال القرن ال 17 جنبًا إلى جنب مع الثانغال الذين هاجروا من اليمن لتوسيع أعمالهم التجارية. أصبحوا فيما بعد حلاقين مسلمين تقليديين من ساحل مليبار. الشكل النقي لكلمة «أوسان» هو أوثّآن، مشتقة من الكلمة العربية «خَتَّان» التي تعني الخبير الممارس للخِتَان
. وكانت نساء الأوسان خبيرات في رعاية النساء الحوامل وما بعد الحمل (القبالة).